# Saint-Jory-de-Chalais
Saint-Jory-de-Chalais är en kommun i departementet Dordogne i regionen Nouvelle-Aquitaine i sydvästra Frankrike. Kommunen ligger i kantonen Jumilhac-le-Grand som tillhör arrondissementet Nontron. År 2022 hade Saint-Jory-de-Chalais 543 invånare.

## Befolkningsutveckling
Antalet invånare i kommunen Saint-Jory-de-Chalais
Referens:INSEE